# David King
Pour les articles homonymes, voir David King (homonymie) et King.
David King (né le 8 mai 1984 à Carlisle en Angleterre), est un patineur artistique britannique de couple.
Avec sa partenaire Stacey Kemp, ils sont octuples champions de Grande-Bretagne entre 2006 et 2013.

## Biographie

### Carrière sportive
David King commence le patinage artistique à l'âge de 10 ans. Depuis qu'il a 19 ans, il pratique le patinage en couple avec Stacey Kemp. Entraînés par Dawn Spendlove, ils deviennent champions novices de Grande-Bretagne en 2004 puis champions juniors de Grande-Bretagne en 2005. Ils obtiennent une 11e place aux championnats du monde junior de 2005 à Kitchener.
En 2005/2006, ils commencent à patiner dans la catégorie senior, et en 2006/2007, ils participent à leurs premières compétitions du Grand Prix ISU. À l'été 2007, ils changent d'entraîneurs et s'installent à Toruń en Pologne pour travailler avec Mariusz Siudek et Dorota Zagórska.
Depuis le début de leur carrière sportive ils sont devenus huit fois champions de Grande-Bretagne. Sur le plan international, ils ont participé à neuf championnats d'Europe et huit championnats du monde. Leurs meilleurs classements sont une 6e place européenne obtenue à Zagreb en 2008, et une 13e place mondiale à Los Angeles en 2009.
Ils représentent leur pays aux Jeux olympiques d'hiver de 2010 à Vancouver (16e) et aux Jeux olympiques d'hiver de 2014 à Sotchi (19e)

## Palmarès
| Compétition/Saison              | 2005    | 2006    | 2007    | 2008    | 2009    | 2010    | 2011    | 2012    | 2013    | 2014    |  |  |  |  |
| Jeux olympiques d'hiver         |         |         |         |         |         | 16e     |         |         |         | 19e     |  |  |  |  |
| Championnats du monde           |         | 17e     | 17e     | 15e     | 13e     | 16e     | 17e     | 19e     | 15e     |         |  |  |  |  |
| Championnats d'Europe           |         | 11e     | 11e     | 6e      | 11e     | 11e     | 8e      | 9e      | 10e     | 13e     |  |  |  |  |
| Championnats de Grande-Bretagne |         | 1er     | 1er     | 1er     | 1er     | 1er     | 1er     | 1er     | 1er     | 2e      |  |  |  |  |
| Championnats du monde juniors   | 11e     |         |         |         |         |         |         |         |         |         |  |  |  |  |
|                                 |         |         |         |         |         |         |         |         |         |         |  |  |  |  |
| Grand Prix ISU                  | 2004/05 | 2005/06 | 2006/07 | 2007/08 | 2008/09 | 2009/10 | 2010/11 | 2011/12 | 2012/13 | 2013/14 |  |  |  |  |
| Skate America                   |         |         |         | 7e      |         | 7e      | 8e      |         |         |         |  |  |  |  |
| Skate Canada                    |         |         |         |         |         |         | 8e      |         |         |         |  |  |  |  |
| Coupe de Chine                  |         |         | 9e      |         |         |         |         |         |         |         |  |  |  |  |
| Trophée de France               |         |         |         | 8e      |         |         |         |         |         |         |  |  |  |  |
| Trophée NHK                     |         |         | 7e      |         | 4e      |         |         |         |         |         |  |  |  |  |
|                                 |         |         |         |         |         |         |         |         |         |         |  |  |  |  |

## Galerie d'images

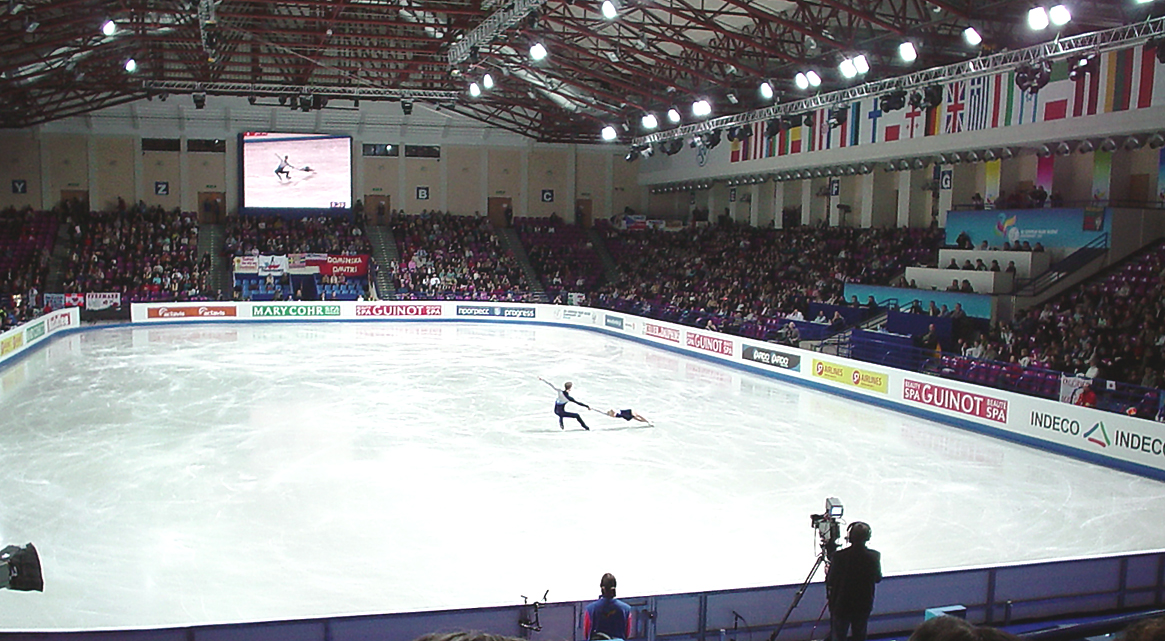
Spirale de la mort lors des championnats d'Europe 2007 à Varsovie
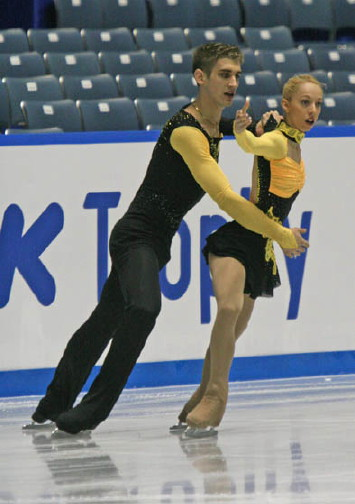
Trophée NHK 2008
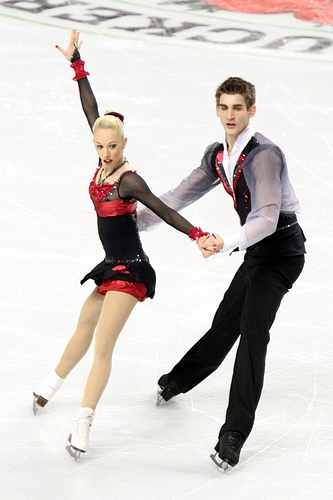
Skate America 2010
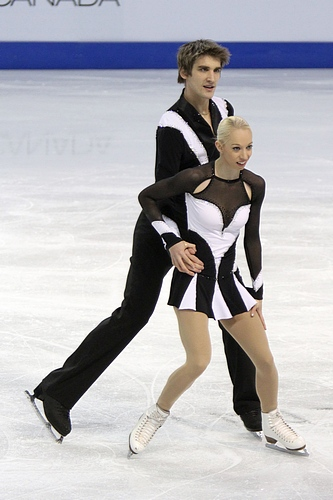
Skate Canada 2010
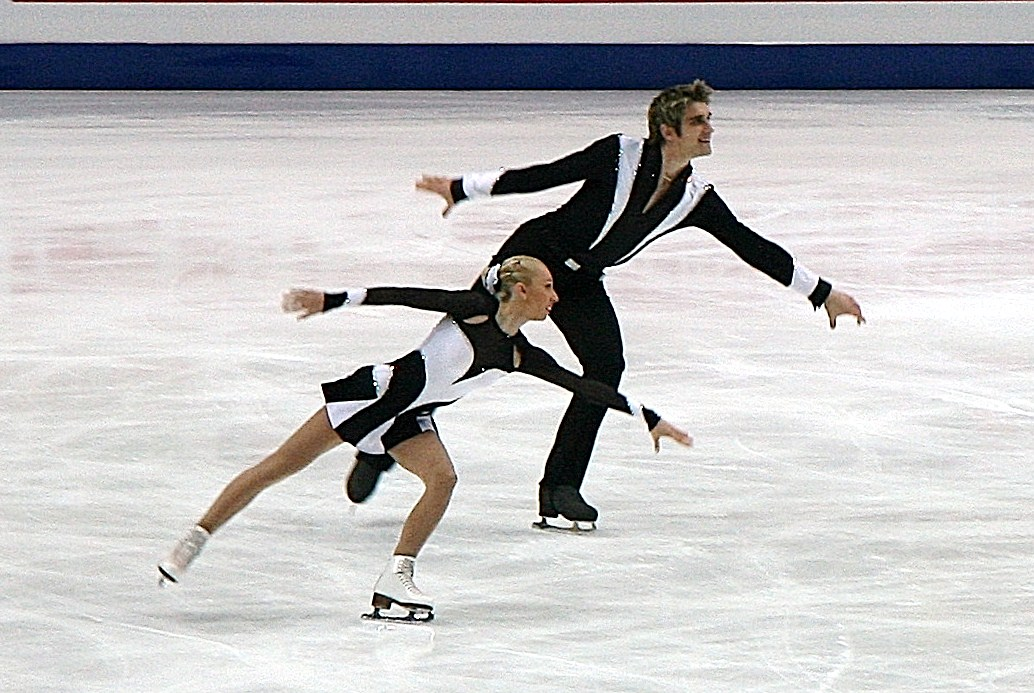
Championnats du monde 2011 à Moscou
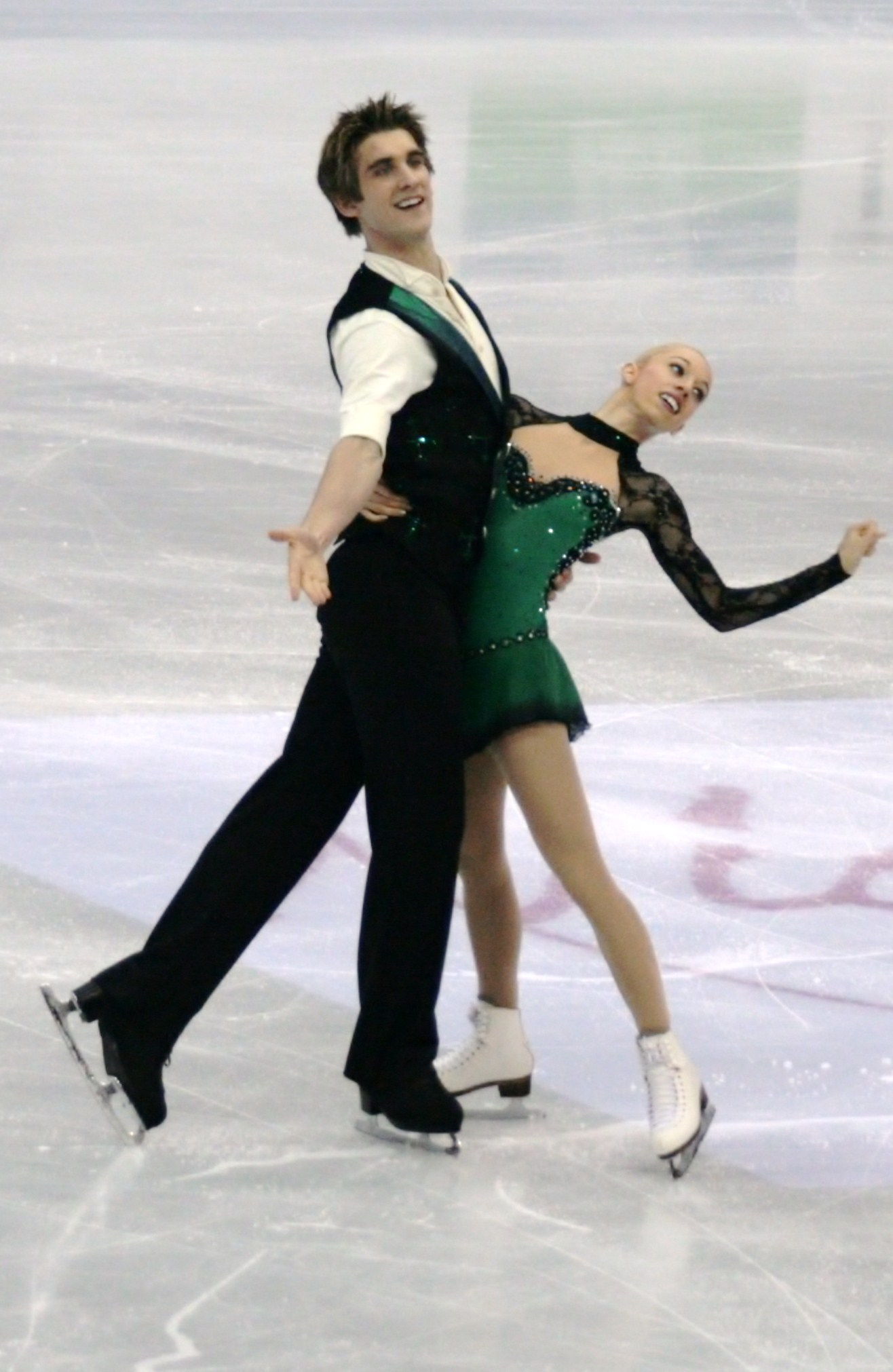
Championnats du monde 2012 à Nice
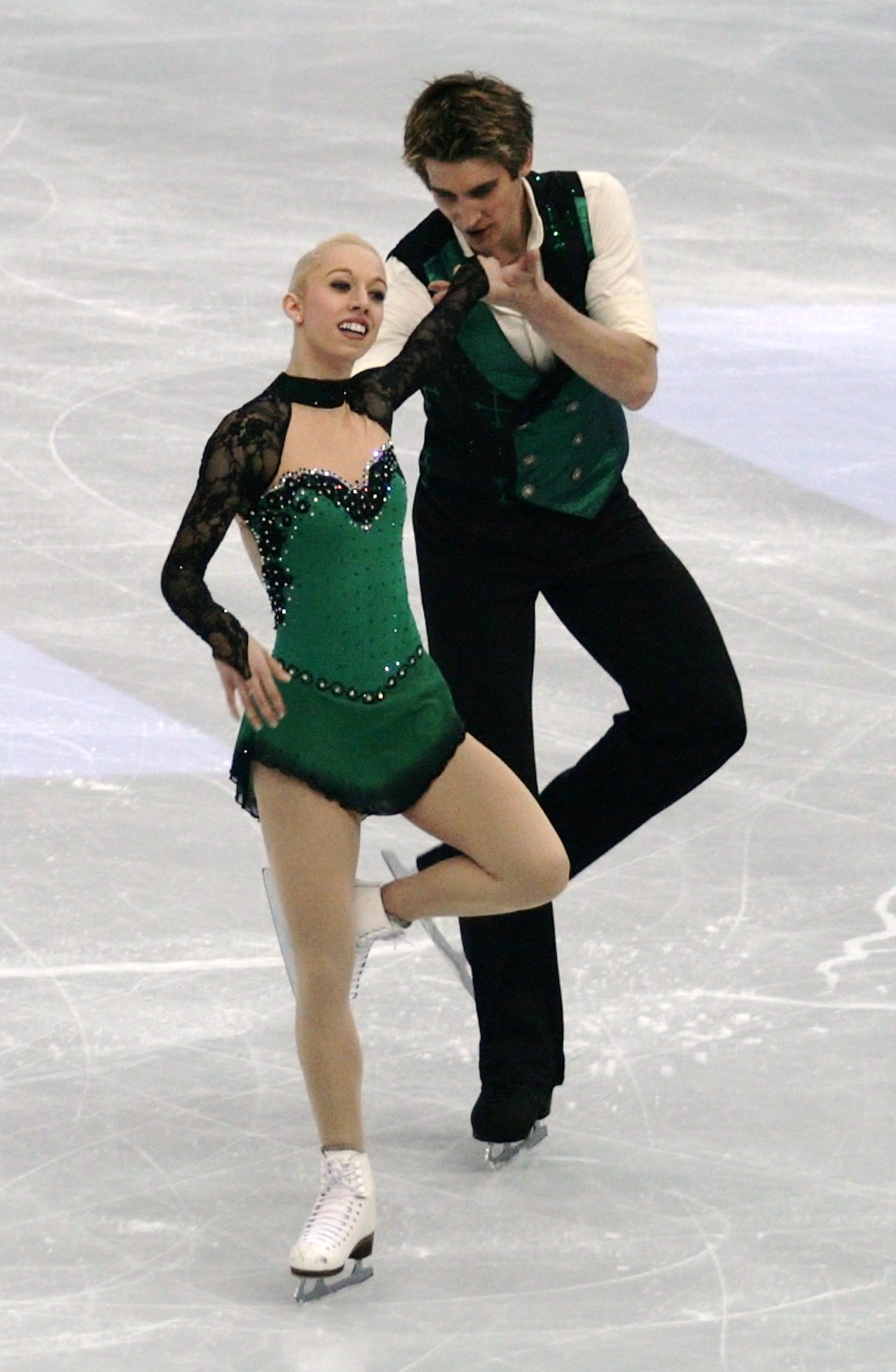
Championnats du monde 2012 à Nice
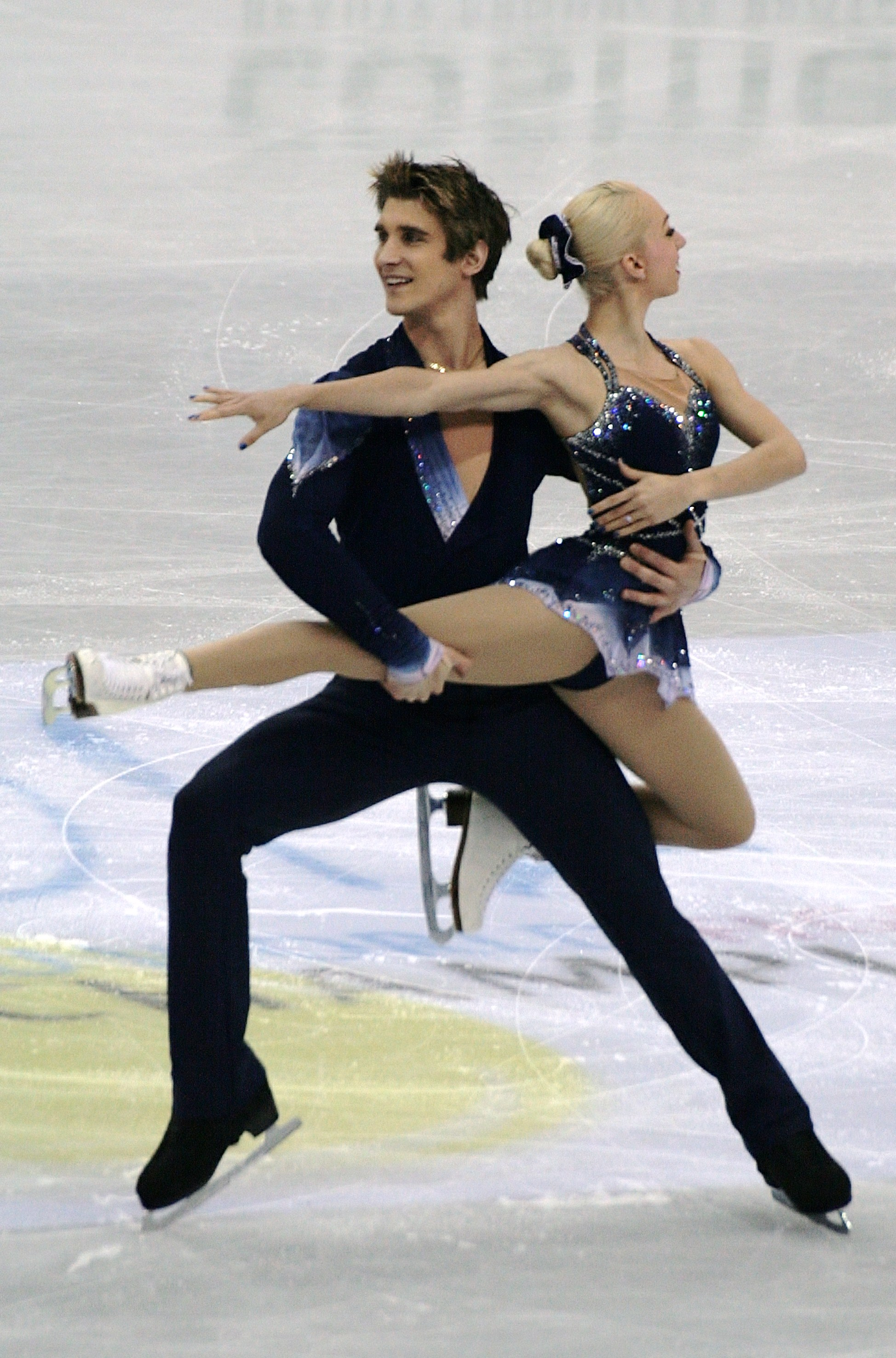
Championnats du monde 2012 à Nice